# Шенкенцел
Шенкенцел (њем. Schenkenzell) општина је у њемачкој савезној држави Баден-Виртемберг. Једно је од 21 општинског средишта округа Ротвајл. Према процјени из 2010. у општини је живјело 1.795 становника. Посједује регионалну шифру (AGS) 8325050.

## Географски и демографски подаци
Шенкенцел се налази у савезној држави Баден-Виртемберг у округу Ротвајл. Општина се налази на надморској висини од 361 метра. Површина општине износи 42,1 km². У самом мјесту је, према процјени из 2010. године, живјело 1.795 становника. Просјечна густина становништва износи 43 становника/km².

## Међународна сарадња
| Мјесто | Држава     | Врста сарадње | Од    |
| ------ | ---------- | ------------- | ----- |
|        | Швајцарска | партнерство   | 1991. |
| Извор  |            |               |       |